# Норт, Нолан
Нолан Норт (англ. Nolan North; род. 31 октября 1970 года, Нью-Хейвен) — американский актёр и актёр озвучивания.

## Биография
Родился в Нью-Хейвене. Окончил факультет журналистики Университета Северной Каролины. Около года работал журналистом в Нью-Джерси, после чего переехал в Нью-Йорк, где и начал актёрскую карьеру.
Стал известным, исполнив роль Петера Гастингса в телесериале «Милые обманщицы».

## Личная жизнь
С 1999 женат на Джилл Мёррей, есть двое сыновей.

## Фильмография

### Фильмы
- 2022 — Анчартед: На картах не значится — отдыхающий на шезлонге (камео)

### Телесериалы
- 2009 — Мелроуз Плейс — Кёртис Хеллер (2 эпизода)
- 2010—2017 — Милые обманщицы — Петер Гастингс (27 эпизодов)
- 2012 — Хейвен — Уилл Брейди (1 эпизод)
- 2016 — Риццоли и Айлс — мистер Хаммонд / Филипп Дейтон (2 эпизода)
- 2024 — Истерия! — Джин Кэмпбелл (7 эпизодов)

### Мультфильмы
- 2007 — Черепашки-Ниндзя — Рафаэль
- 2012-2017 — Черепашки-Ниндзя - Бишоп, Командир Крундч (мультсериал "Космические герои"), Граах (мультсериал "Крогнард Варвар") , Поун
- 2015 — Стражи Галактики — Высший Эволюционер
- 2017 — Спирит: Дух свободы — Джеймс «Джим» Прескотт (20 эпизодов)
- 2020 — Бэтмен: Смерть в семье — Кларк Кент / Супермен

### Компьютерные игры
- Озвучил Нейтана Дрейка во всех частях Uncharted.
- Озвучил Белиала в игре Painkiller: Overdose
- В игре Saints Row 4 его голос был использован в качестве варианта голоса протагониста игры.
- В игре Dota 2 озвучил голоса персонажей Brewmaster, Earth Spirit, Gyrocopter, Keeper of the Light, Lone Druid, Lycan, Meepo, Ogre Magi, Shadow Demon, и Troll Warlord.
- В игре Deadpool озвучил одноимённого протагониста игры.
- Озвучил Моди в компьютерной игре God of War.
- Озвучил Дезмонда Майлса в игре Assassin’s Creed.
- Озвучил призрака, личного помощника игрока в серии игр Destiny, а также в определённый период заменил Нейтана Филлиона в озвучивании Кейда-6, одного из ключевых персонажей серии.
- В игре Team Fortress 2 озвучил голоса неигровых персонажей Redmond Mann и Blutarch Mann; Тыквенные Бомбы, Бомбиномикон, Маразмуса.

- В игре Middle-earth: Shadow of Mordor озвучил прислужника Саурона по имени Чёрная Рука.
- В игре Middle-earth: Shadow of War озвучил урука по имени Зог.
- Озвучил персонажа по имени Август в Tales from the Borderlands.
- Озвучил второстепенного персонажа по имени Дэвид в компьютерной игре The Last of Us.
- Озвучил Эдварда Рихтгофена в зомби режиме Call of Duty: Black Ops
- Озвучил Мартина Уокера в игре Spec Ops: The Line.
- Озвучил Марлона Бурдо из игры LittleBigPlanet 3[2].